# ويليام جاي موراي
ويليام جاي موراي (بالإنجليزية: William J. Murray)‏ هو مؤلف أمريكي، ولد في 1946 في مقاطعة آشلاند في الولايات المتحدة.